# Навигационна светлина
Навигационните светлини са цветни светлини на плавателен съд или летателен апарат, предназначени да дават информация за положението, състоянието и посоката на движение на съда или апарата.
Вероятно най-познати са бордовите светлини, използвани в корабите и самолетите да показват на наблюдателите коя страна на превозното средство е обърната към тях – червена светлина на левия борд (или крило) и зелена на десния.